# Litoral Lagunar (tiểu vùng)
Litoral Lagunar là một tiểu vùng thuộc bang Rio Grande do Sul, Brasil. Tiều vùng này có diện tích 9379 km², dân số năm 2007 là 249036 người.